# Ижеславль
Ижеславль — село Поярковского сельского поселения Михайловского района Рязанской области России на месте древнерусского города Ижеславец, разрушенного Батыем в 1237 году.

## Общие сведения

### География
Село расположено у восточного подножия среднерусской возвышенности примерно в 55 км от областного центра — города Рязань и в 20 км от районного центра — города Михайлов. С южной стороны вдоль села протекает река Проня.
Высота центра населённого пункта — 126 м над уровнем моря.

### Транспорт
В 17 км на западе от села находится ближайшая железнодорожная станция — Михайлов Павелецкого направления Московской железной дороги.
В 8 км на северо-западе проходит федеральные трасса Р132 Калуга — Тула — Михайлов — Рязань, а в 13 км на юго-западе федеральная трасса E 119 M6 Москва — Тамбов — Волгоград — Астрахань.

### Население
| 1859 | 1897  | 1906  | 1929  | 2007 | 2010 |
| ---- | ----- | ----- | ----- | ---- | ---- |
| 1980 | ↗3721 | ↗4876 | ↘4833 | ↘234 | ↘226 |

### Климат
Климат умеренно континентальный, характеризующийся тёплым, но неустойчивым летом, умеренно-суровой и снежной зимой. Ветровой режим формируется под влиянием циркуляционных факторов климата и физико-географических особенностей местности. Атмосферные осадки определяются главным образом циклонической деятельностью и в течение года распределяются неравномерно.
Согласно статистике ближайшего крупного населённого пункта — г. Рязани, средняя температура января −7.0 °C (днём) / −13.7 °C (ночью), июля +24.2 °C (днём) / +13.9 °C (ночью).
Осадков около 553 мм в год, максимум летом.
Вегетационный период около 180 дней.

## Этимология
Наиболее вероятна версия лингвистов В. А. Никонова и В. П. Нерознака, согласно которой топоним представляет искаженную передачу названия Изяславль (от древнерусского имени Изяслав) по имени князя, которому удельное княжество было предназначено. Возможно княжество существовало наряду с Рязанским и Пронским.
В то же время, фольклорист М. Н. Макаров соотносил его с диалектным словом ижевое «очевидное, видимое», то есть Ижеславль — это «Видославль», населённый пункт, красующийся на открытом месте. Наличие такого диалектного слова представляется сомнительным В. И. Далю.
Существует также версия, по которой в топониме имеются два корня: «иже» (который) и «слава», то есть получается «который славен».

## История
Современное с. Ижеславль и однокоренные предшествующие названия, по всей вероятности, связаны с именем древнего рязанского г. Ижеславец, который упоминается в «Повести о разорении Рязани Батыем» в 1237 году:
Царь же, увидев многие свои полки побитыми, стал сильно скорбеть и ужасаться, видя множество убитых из своих войск татарских. И стал воевать Рязанскую землю, веля убивать, рубить и жечь без милости. И град Пронск, и град Бел, и Ижеславец разорил до основания и всех людей побил без милосердия.
В приписных книгах 1616 года упоминается уже как пустошь Жеславские-Луги, показанная за р. Курмышевка. Городище в устах народа называется просто Жеславль.
Свою современную историю село Ижеславль начинает около 1760 года, когда в эти места переселилось большое количество жителей из Рождественской слободы города Михайлова, перенёсших на новое место церковь Рождества Христова. Село в то время получило название Новорождественское.
В 1-й половине XIX века переселенцы села Ижеславль основали село Николаевка.
С 1858 года в селе существовала школа.
Изначально она была в ведении палаты государственных имуществ, затем состояла в ведении земств.
Помимо своего нынешнего названия — Ижеславль, село в XIX веке имело ряд так же и ряд других наименований: Жиславские (Ижицкие) Выселки, Жислав.
До 1924 года село было административным центром Ижеславльской волости Михайловского уезда Рязанской губернии.

## Достопримечательности
Ижеславское городище
Ижеславское городище — памятник культуры XI—XIII веков. Расположено недалеко от села Ижеславль на правом берегу реки Прони.
Урочище «Ижеславское городище»
Заказник, по правому берегу реки Прони протяженностью 1 км. Произрастают ковыль перистый, адонис весенний, лилия саранка, вишня, ирис безлистый, крестовник Черняева и др.

## Русская православная церковь
Христорождественский храм
Вначале в 1760 году был построен деревянный храм, который был перенесён из Рождественской слободы.
В 1856 году храм был разобран и взамен его, на средства прихожан, построен новый деревянный же храм, который в 1859 году сгорел.
Ныне существующий каменный храм с такою же колокольнею заложен в 1871 году и закончен в 1879 году.
Храму принадлежала церковно-приходская школа в деревне Лубянке.
Храм имеет форму прямоугольника с алтарным полукружием.
Стены внутри расписаны местными мастерами-иконописцами.
Иконостасы устроены в конце XIX века.
В 1930-е годы во время эпидемии чумы местные жители обратились с молитвой к угоднику Божию Николаю. Священники отслужили молебны, а затем крестным ходом, неся образ святителя, обошли вокруг села и беда отступила.
Храм в Ижеславле за время своего существования никогда не закрывался.
Престолы:
- Рождества Христова,
- мученицы Софии,
- Рождества Богородицы,
- святителя и чудотворца Николая.

Ценности и документы
- Достопримечательных предметов и древних икон не имеется.
- метрические книги — с 1824 года, за 1781-1823 годы, вторая и третья части за 1849—1864 годы.
- Церковная библиотека к 1890 году содержала 56 названий книг в 155 томах.

Штат и содержание
- до 1859 года — священник, диакон и 2 причетника.
- 1859 год — 2 священника[20], диакон и 2 причетника.
- 1867 год — священник, диакон и 2 причетника.
- 1873 год — настоятель, его помощник и 2 псаломщика.
- 1876 год — священник и псаломщик, а по факту священник, диакон (до 1878 года) и 2 причетника.
- 1885 год — 2 священника, диакон и 2 псаломщика.

Средства содержания причта обычные.
Церковной земли значится: пахотной — 32,8 га, луговой — 3,3 га, усадебной нет.
Состав прихода
- село Ижеславль,
- деревня Лубянка (с 1830 года),
- деревня Николаевка (до 1867 года).

Прихожане
- 1890 год — 4003 человека.

Фигура Николая Чудотворца
Рядом с алтарём в Христорождественской церкви в нише стоит, почти в человеческий рост деревянная фигура Николая Чудотворца, одетая в парчовое святительское облачение и митру. В одной руке Святитель Николай держит меч, в другой — храм. Такое изображение называют Николой Можайским.
Когда 1859 году сгорел деревянный храм Рождества Христова, то в пожаре чудом сохранился невредимым образ Святителя Николая.
В те времена в пригороде Михайлова была Прудская слобода.
И была она крепко связана узами с жителями бывшей Рождественской слободы, выселившимися в Ижеславль. На время восстановления сгоревшего храма чудотворный образ Святителя было решено перенести в церковь Прудской слободы.
Но как только на пепелище, в Ижеславле, поднялся обновлённый храм, в один из дней обнаружили, что неведомыми путями образ появился на своём прежнем месте. Переносили его обратно в Прудское до трёх раз, так как хотели при завершении строительства торжественным крестным ходом перенести святыню, но сама она являлась каждый раз, избрав навсегда место своего пребывания.

## Известные уроженцы
- Чинилин, Анатолий Иванович (1913—1984) — один из основателей советской школы волейбола, неоднократный чемпион СССР по волейболу.

## Легенды
- 28 июня — третий праздник Николая Чудотворца, ежегодно отмечается только в Ижеславле, хотя согласно церковному календарю дней памяти святого Николая только два. И установлен он в память об избавлении этих мест от холеры[21].
- Крестные ходы существовали с 1848 года. Они проходили 15 (28) июня по селу и около него, и в весеннее время в различные дни — по полям.
- В Михайловском районе есть легенда, передающаяся из поколения в поколение, будто стояла здесь церковь над рекой Проней. Когда же татаро-монголы захватили Михайловский край, жгли и убивали все живое, ушла эта церковь вместе со всеми богатствами, что там были, в землю, и больше так её никто не видел. На этом месте, где якобы стояла церковь — углубление. Спустишься в этот овраг — услышишь как бы удары колокола[22][23][24].
- Существует и другой вариант этой легенды. Пришел Батый на русскую землю, много горя принёс, много деревень пожёг, много людей погубил. Быстро продвигалось Батыево войско, да весть о его приближении впереди летела. Узнал народ в Ижеславле, что скоро и к ним гости непрошеные пожалуют, и взмолился Богу, чтобы не допустил поругания над ним. И когда подошли татары к месту, где должен был быть город, глядят; а на том месте огромное озеро, в котором отражается Ижеславль. Говорят, услышал Бог молитвы и спрятал город на дне озера[25].